# Juan José Joaquín Morata García

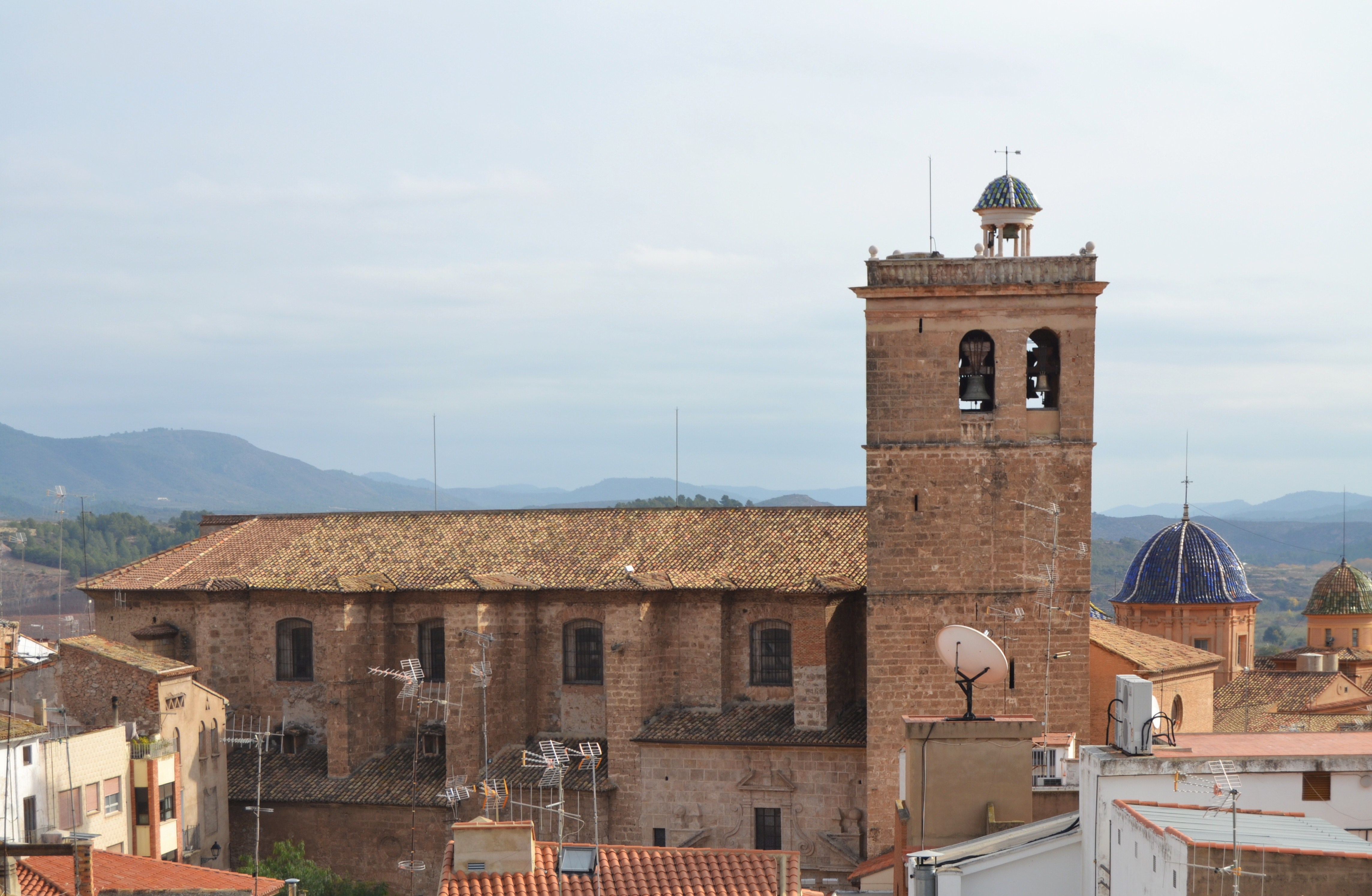
Catedral de Sogorb, on Juan José Joaquín Morata García i feu la seva carrera musical

Juan José Joaquín Morata García (Geldo, País Valencià, 27 de gener de 1769 - 4 de febrer de 1840) fou un mestre compositor valencià.
D'excepcionals aptituds per a la música, a l'edat de nou anys aconseguí, el 15 de juliol de 1778, prèvia oposició, la plaça d'infantó en la catedral de Sogorb. Fou deixeble del mestre Amós i després de López, als quinze anys va compondre obres a 9 i 8 parts reals; mostra d'aquesta precocitat són un Domine probasti a 8, diversos Salms de vigílies a 7, i de completes a 5, amb una Salve a 6, totes compostes en aquesta època.
El 1786 en traslladar-se el mestre López a Oriola, fa oposició al magisteri de Sogorb (20 de febrer), obtenint la plaça i prenent possessió el 28 del mateix mes. En donar-li possessió el Capítol digué «tractà d'avançar els mitjans i perfeccionar al nou mestre de capella en el bon gust de la composició, en atenció a la seva curta edat i destacat talent vers la música», i d'acord amb el bisbe Lorenzo Gómez de Haedo, el col·locaren a València sota la direcció del mestre de capella Morera. No arribà a un any l'estada de Morata García a València, perquè tornà Sogorb a preparar les festes de Nadal i donar a conèixer les noves obres compostes a València. A Sogorb i va romandre fins al 1793, en què es traslladà a Xàtiva fins al 1815 amb la mateixa plaça, aconseguida per oposició el 20 de novembre de 1792, i on tingué entre els seus alumnes als germans Francisco i Calixto Pérez Guarner.
Durant aquesta època va compondre unes 80 obres. Morata García va desenvolupar el magisteri de Xàtiva fins al 1815, en què el Capítol de Sogorb, en veure desertes les oposicions convocades en la vacant d'Andreví, acordà escriure a Morata García <oferint-li tot l'augment de dotació compatible amb les rendes de l'Església>. Morata García acceptà, i el 5 de maig de 1815 prenia per segona vegada possessió del magisteri de Sogorb, on entre d'altres alumnes tingué el malaguanyat Salvador Piquer Y Gil. La segona estança de Morata García a Sogorb marca la plenitud del seu talent i enginy, sense que la seva fecunditat decaigués (90 obres).
Després d'un fracassat intent de guanyar el magisteri de la metropolitana de València, que li va prendre el seu contrincant Andreví, el 30 de maig de 1829 es presentà a la plaça del Col·legi del Corpus Christi de València; aprovades les oposicions, fou elegit mestre de capella el 16 de juny. Aquí continuà component copiosament i educant excel·lents deixebles com Lambert Plasència, fins al 4 de febrer de 1840, en què morí. El seu deixeble Joan Baptista Plasència i Valls va compondre la misses de les seves exèquies.
En l'arxiu de Sogorb s'hi conserven:
- vuit misses de Glòria;
- una de Difunts,
- responsori Libera me;
- cinc Misereres;
- nou Lamentacions, Secuencia, Laude Sion, Letania Lauretana;
- quatre Salves;
- 62 Salms de vespres i completes;
- tres Himnes;
- vuit Pasos vers els Saeculorum a 4 veus;
- 63 Villancets de Nadal;
- set Villancets del Santíssim Sagrament;
- nou Villancets per a diverses festes;
- Ave Maria, Himno Quicumque al Sagrat Cor de Jesús;
- Motet de Passió a 4 veus.

En l'arxiu del Corpus Christi hi ha 28 obres, en el de la metropolitana tres o quatre, i en el de El Escorial un Responsori de Nadal de 1799.